# 太仓市中医医院
太仓市中医医院、原太仓市中医院，是中国江苏省的一所医院，为三级乙等中医医院，位于太仓市城厢镇人民北路40号。

## 规模
前身是1958年的城厢镇卫生院。1975年9月，挂牌筹建。1979年8月，建院。1993年改名为太仓市中医医院，后增挂太仓市第二人民医院。1995年，通过二级甲等中医医院及“爱婴医院”评审，2012年，被中华人民共和国中医药管理局列入首批县级公立中医医院综合改革试点单位，2014年，建成南京中医药大学太仓附属医院。2017年6月，正式挂牌为三级乙等中医医院。